# Saint-Germain-de-la-Rivière
Saint-Germain-de-la-Rivière – miejscowość i gmina we Francji, w regionie Nowa Akwitania, w departamencie Żyronda.
Według danych na rok 1990 gminę zamieszkiwały 314 osoby, a gęstość zaludnienia wynosiła 73 osób/km² (wśród 2290 gmin Akwitanii Saint-Germain-de-la-Rivière plasuje się na 866. miejscu pod względem liczby ludności, natomiast pod względem powierzchni na miejscu 1467.).